# دائرة بورت دي بيه
دائرة بورت دي بيا هي إحدى الدوائر الثلاث في الإدارة الشمال غربية في هايتي، يبلغ عدد سكانها 189,690 في إحصائيات أغسطس 2003، تتبعها أربع بلديات، ورمزها البريدي يبدأ بالرقم 31.